# Fotografia documentaria

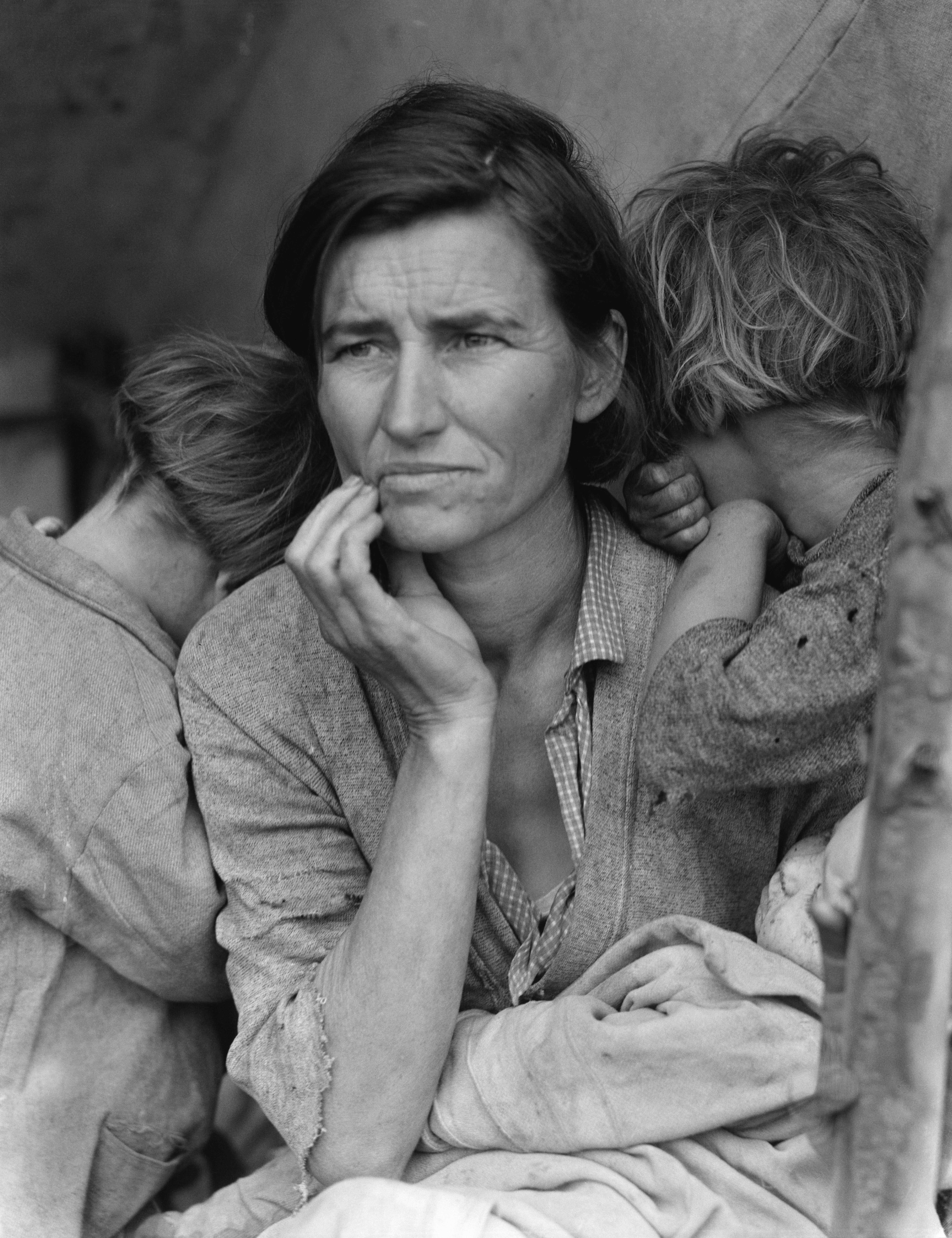
Dorothea Lange, Migrant mother, 1936 (Farm Security Administration)

La fotografia documentaria (o documentaristica) è un genere fotografico, solitamente accompagna l'attività fotogiornalistica che si propone di riprodurre oggettivamente la società attraverso la cronaca per immagini della realtà quotidiana.

## Storia
Nacque in Inghilterra nel 1877, ad opera di John Thomson e Adolph Smith, due reporter che immortalarono i quartieri più poveri di Londra nelle pagine del volume Street life in London. Il libro riscosse grande successo, anche grazie alla particolare pubblicazione delle fotografie, stampate con la tecnica della woodburytipia.
Il movimento acquistò grande rilevanza a partire dagli anni trenta, negli Stati Uniti: qui, complice il desolato clima della Grande depressione, acquisì una marcata dimensione sociale. Il presidente Roosevelt in persona istituì nel 1937 la Farm Security Administration (FSA), un centro di committenza fotografica che rilanciava l'esperienza dell'agenzia Rural Resettlement Administration, fondata nel 1935 allo scopo di documentare la recessione agricola dilagante nel Paese. La FSA si trasformò in una fucina collettiva di istantanee di povertà: operò fino al 1943, suscitando nel mondo fotografico la nascita di una vera e propria corrente di fotoreporter: Arthur Rothstein, Gordon Parks, Dorothea Lange, Todd Webb, Ben Shahn, Carl Mydans e Walker Evans furono solo alcuni tra i grandi fotografi che collaborarono al progetto. I negativi sono attualmente conservati presso la Library of Congress di Washington.
Negli anni '60 e '70, Garry Winogrand e Lee Friedlander raccolsero l'eredità di Evans e setacciarono New York alla ricerca di elementi del quotidiano che fossero caratterizzanti, nell'ottica di una nuova fotografia sociale che cedeva il passo alla frenetica vita di quegli anni.
Accanto alla tradizione statunitense, la fotografia documentaria trova un'espressione di impronta più europea nell'agenzia fotografica Magnum Photos, fondata nel 1947, che ha ampliato l'orizzonte di indagine all'America Latina, all'Africa e all'Asia, con un'attenzione alle specificità culturali dei singoli continenti oggetto del reportage,  oltre che accogliendo stili fotografici fortemente originali. 
Tra i numerosi esempi dell'ampia attività dell'Agenzia, si può ricordare il lavoro del britannico George Rodger in Africa o nel lager di Bergen-Belsen alla fine del secondo conflitto mondiale, oppure gli scatti di Robert Capa sulla Guerra civile spagnola.

## Fotografi documentari celebri

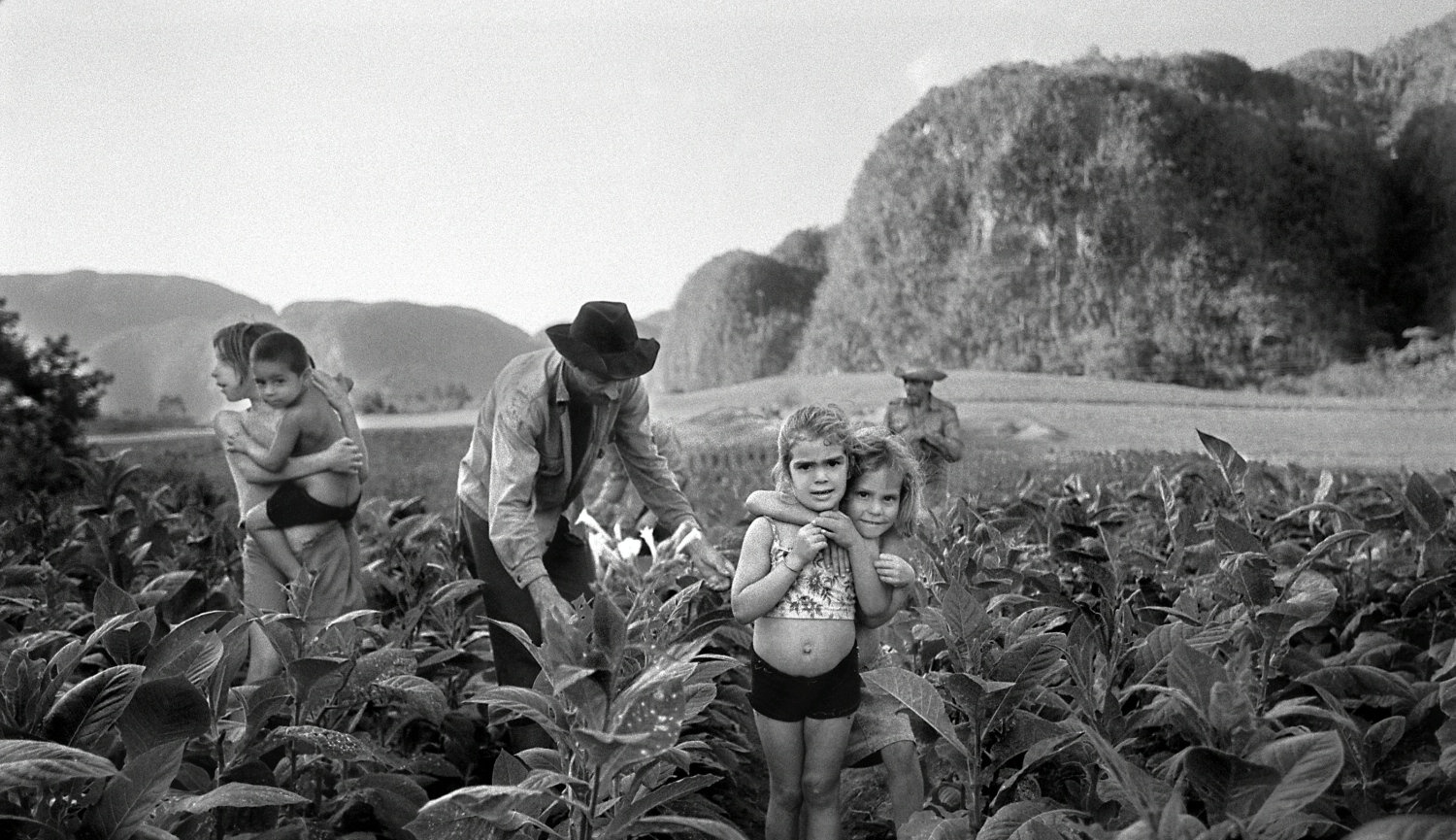
Manuel Rivera-Ortiz: Tobacco Harvesting, Valle de Viñales, Cuba 2002

- Berenice Abbott
- James Agee
- Robert Capa
- Paul Carter
- Henri Cartier-Bresson
- John Collier
- Jack Delano
- Walker Evans
- Lee Friedlander
- Lewis Hine
- Herman Krieger
- Dorothea Lange
- Russel Lee
- Helen Levitt
- Mary Ellen Mark
- Carl Mydans
- Hildegard Ochse
- Gordon Parks
- Jacob Riis
- Manuel Rivera-Ortiz
- Martha Rosler
- Arthur Rothstein
- Sebastião Salgado
- Ben Shahn
- William Eugene Smith
- John Vachon
- Todd Webb
- Garry Winogrand
- Marion Post Wolcott
- Ottavio Celestino
- Manuele Moretti
- Amedeo Vergani